# Vita da vampiro - What We Do in the Shadows
Vita da vampiro - What We Do in the Shadows (What We Do in the Shadows) è un film del 2014 scritto, diretto ed interpretato da Taika Waititi e Jemaine Clement.
Il film è girato completamente in stile mockumentary: il pretesto narrativo vede una troupe televisiva che segue la vita dei vampiri per la realizzazione di un documentario. Dal film sono tratti due spin-off televisivi: Wellington Paranormal (2018) e What We Do in the Shadows (2019).

## Trama
Viago, Vladislav, Deacon e Petyr sono quattro vampiri, di età molto diversa, e vivono nell'attuale capitale della Nuova Zelanda, Wellington. Conducono un'esistenza più o meno normale, litigando per questioni casalinghe (i turni nel lavare i piatti), ma riuscendo nel complesso a far convivere le loro personalità molto diverse. Fra vicissitudini comiche di varia natura faranno la conoscenza di Nick, dopo averlo adescato per farne una loro vittima, che diventerà parte integrante - una volta vampirizzato - delle loro uscite notturne per la città. Egli però, ancora inconsapevole degli aspetti negativi della vita vampirica, non esita a vantarsi della sua nuova identità con chiunque capiti, attirando le attenzioni di un cacciatore di vampiri che riuscirà a uccidere Petyr, il più anziano del quartetto originale. Questa vicenda porterà Nick ad essere processato dal rimanente trio di vampiri e ad essere bandito, per un tempo indefinito, dalla loro casa.
Tuttavia resteranno invece in buoni rapporti con l'amico Stu, unico umano a godere del diritto di poter presenziare al cospetto del gruppo di vampiri senza essere ucciso, per via dell'affezione che questi hanno imparato a provare nei suoi confronti. Le strade di Nick e dei vampiri si incroceranno nuovamente nei pressi di una festa esclusiva, dedicata a vampiri, zombie, e creature mostruose di simile natura, ove Stu rischierà di essere divorato poiché ancora vivo. In seguito a una serie di peripezie il gruppo riuscirà a fuggire, incappando però in un branco di lupi mannari (eterni rivali dei vampiri) che, essendo una notte di luna piena, sembreranno uccidere barbaramente Stu. Sul finale si scoprirà che Stu non è stato ucciso ma trasformato a sua volta in lupo mannaro, e questo evento, nonostante alcune resistenze iniziali, aprirà la strada per un processo di pacificazione fra i due gruppi rivali.

## Distribuzione e riconoscimenti
Il 14 gennaio 2014 è stato presentato al Sundance Film Festival. Il film è stato successivamente presentato alla trentaduesima edizione del Torino Film Festival 2014, dove si è aggiudicato il premio per la miglior sceneggiatura; è vincitore, inoltre, del premio del pubblico al Trieste Science+Fiction Festival 2015, festival dedicato al cinema fantastico.

## Spin-off
Il film ha dato vita a due serie televisive spin-off: Wellington Paranormal (2018) e What We Do in the Shadows (2019).